# Plejaderna (mytologi)
För andra betydelser, se Plejaderna.
Plejaderna (från grekiskans Πλειάδες), är i den grekiska mytologin titanen Atlas sju döttrar tillsammans med havsnymfen Pleione. Plejaderna är systrar till Kalypso, Hyaderna och Hesperiderna.

I förbund med Hyaderna kallas de Atlantider, vilka var ammor och lärare åt den unge vinguden Dionysos. Plejaderna (astronomi) är även en stjärnhop i Oxens stjärnbild.

## Etymologi
Namnet Plejaderna, eller grekiskans Πλειάδες troddes tidigare stamma från deras moders namn Pleione, på grekiska Πληιόνη. Detta har sedermera omvärderats då det är mer troligt att namnet kommer ifrån grekiskans pleo (πλέω eller πλεῖν), med betydelsen att segla eller navigera.

Denna härledning av namnet finner stöd i bl.a. Vergilius verk Georgica, där det beskrivs att stjärnhopen nattetid syns på himlavalvet från mitten av maj till början av november, och därmed säsongen då medelhavet var farbart för antikens fartyg.

Även om tanken på Plejaderna som sjöfartsstjärnor är mycket trolig, finns flera andra härledningar av ordet. Ytterligare en förklaring anknyts till det antik-grekiska ordet för duvor, peleiades (πελειάδες), medan ännu en härledning är till ordet pleion (πλειον) i betydelsen flertal eller många.

## Legender i grekisk mytologi
- Plejaderna begick enligt en sägen självmord i sin sorg efter faderns öde att bära himlavalvet, och tillgavs därefter sin plats på himlavalvet av Zeus.
- En annan saga beskriver hur systrarna jagades av Orion och därför på egen begäran förvandlades först till duvor, sedan till stjärnor för att undfly jakten. Denna legend grundar sig troligtvis i två saker: dels anknytningen till det grekiska ordet för duva peleiades, och även till stjärnhopens närhet till stjärnbilden Orion.[3]
- I stjärnhopen lyser en av stjärnorna svagare än de andra sex. Detta sägs bero på den yngsta systern Meropes eviga skam över att ha haft en affär med en dödlig.[1] Merope sägs även ha lämnat sin plats på himlen för att slippa se staden Trojas ruiner, staden som etablerades av hennes son.[4]

## Legender i andra kulturer
Plejadernas synliga placering på himlavalvet har gjort att de har blivit omtalade i många mytologier, däribland den japanska där namnet på stjärnhopen är Subaru. Detta har givit bilmärket Subaru dess namn, och även dess logotyp.

## De sju systrarna

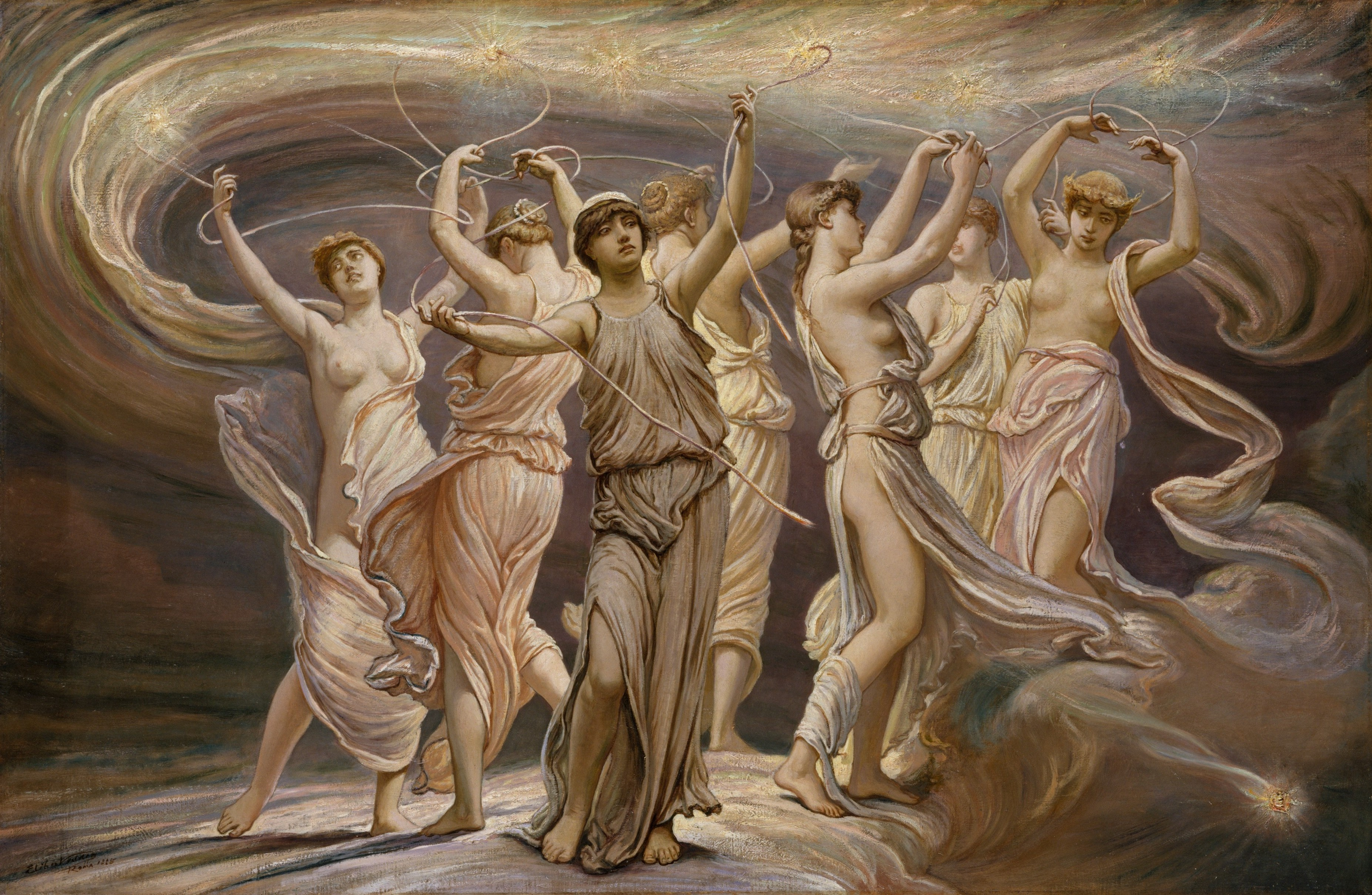
Plejaderna (1885) av Elihu Vedder.

Många namn har genom legendernas spridning och översättning givits till de sju Plejaderna, och på svenska är deras namn oftast en så rak översättning från grekiskan som möjligt. Värt att notera är även systrarnas relationer till gudarna, och deras avkommor därigenom.
- Μαία, Maja eller ibland även Måfå. Den äldsta av de sju, och genom Thaumas moder till Iris samt genom Zeus moder till Hermes.
- Ταϋγέτη, Taygete. Tillsammans med Zeus förälder till Lacadaemon.
- Ηλέκτρα, Elektra. Förälder till Dardanos och Jason, även hon tillsammans med Zeus.
- Στερόπη, Asterope, Sterope eller Steropi. Moder till Oenamaus, vars fader var Ares.
- Κελαινώ, Kelaino. Moder till Lycus och Eurypylus, vars fader var Poseidon.
- Αλκυόνη, Alkyone. Moder till Hyreus, även hon tillsammans med Poseidon.
- Μερόπη, Merope. Ibland kallad Aero, var yngst av de sju. Olika källor berättar olika öden för Merope, men troligen skall hon ha gift sig med Sisyfos, och som dödlig tynade hon bort efter detta. Andra källor menar att detta är den Merope som var Oidipus adoptivmor.